# Heineken Trophy 1998
Heineken Trophy 1998 — тенісний турнір, що проходив на кортах з трав'яним покриттям у Росмалені (Нідерланди). Належав до категорії International в рамках Туру ATP 1998 і 3-ї категорії в рамках Туру WTA 1998. Тривав з 15 червня до 21 червня 1998 року. Патрік Рафтер і Жюлі Алар-Декюжі здобули титул в одиночному розряді.

## Фінальна частина

### Одиночний розряд, чоловіки
Патрік Рафтер —  Мартін Дамм 7–6(7–2), 6–2
- Для Рафтера це був 3-й титул за сезон і 10-й - за кар'єру.

### Одиночний розряд, жінки
Жюлі Алар-Декюжі —  Міріам Ореманс 6–3, 6–4
- Для Алар-Декюжі це був 2-й титул за сезон і 11-й — за кар'єру.

### Men's Doubles
Гійом Рау /  Ян Сімерінк —  Джошуа Ігл /  Ендрю Флорент 7–6(7–5), 6–2
- Для Рао єдиний титул за сезон і 5-й — за кар'єру. Для Сімерінка це був 2-й титул за сезон і 12-й — за кар'єру.

### Парний розряд, жінки
Сабін Аппельманс /  Міріам Ореманс —  Кетеліна Крістя /  Ева Меліхарова 6–7, 7–6, 7–6
- Для Аппельманс це був 2-й титул за сезон і 10-й — за кар'єру. Для Оремас це був 2-й титул за сезон і 3-й — за кар'єру.